# Lincoln Tunnel

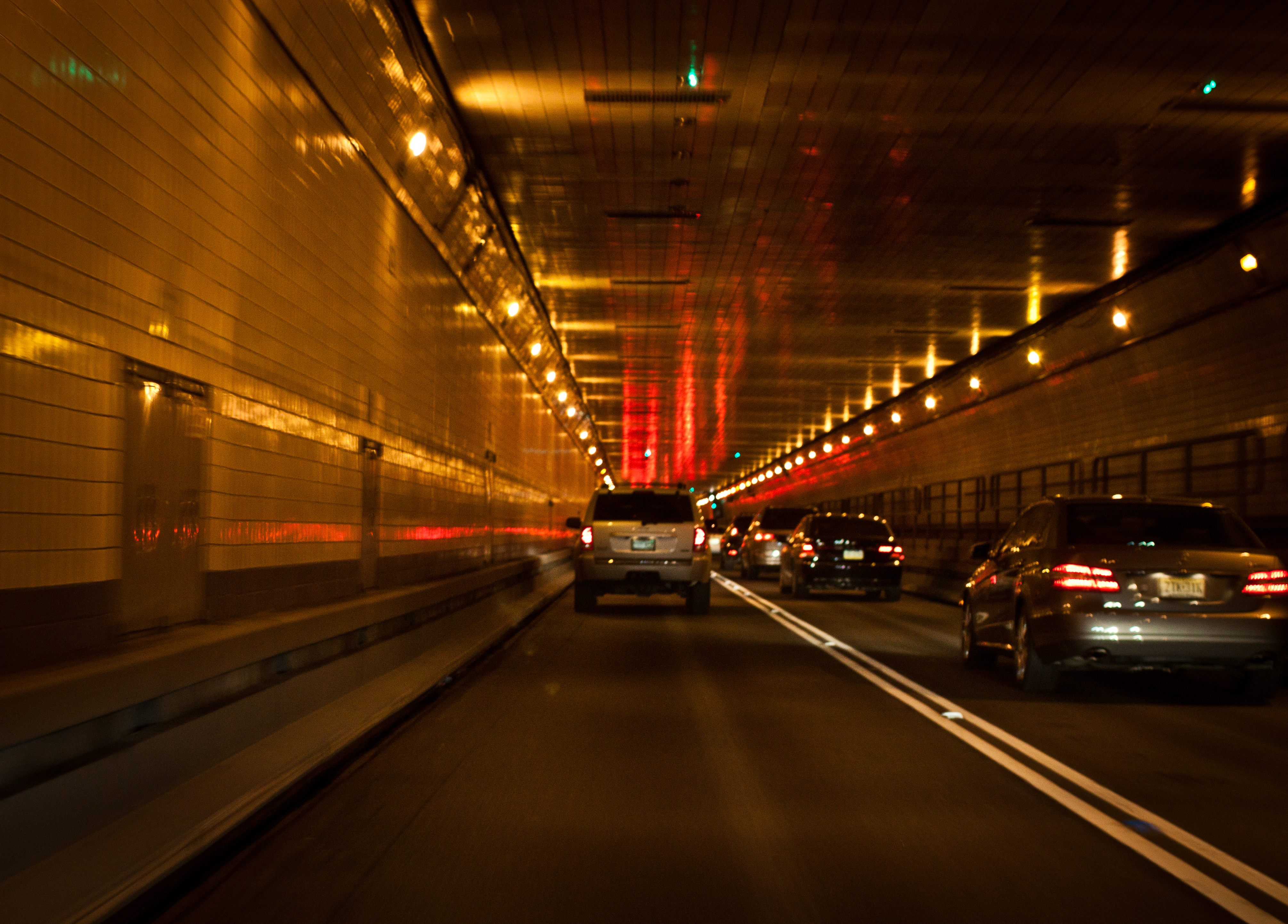
Wnętrze tunelu

Lincoln Tunnel – tunel drogowy o długości około 1,5 mil (2,4 km), który znajduje się pod rzeką Hudson. Tunel został zaprojektowany przez inżyniera Ole Singstada i nazwany na cześć prezydenta USA Abrahama Lincolna. Położony jest w New Jersey.

## Terroryzm
Tunel ten jest uważany za jedno z bardziej niebezpiecznych miejsc w Stanach Zjednoczonych. W New Jersey inne podobnie niebezpieczne miejsca to np. Holland Tunnel i stacja PATH na Exchange Place.

## Historia
Tunel był pierwotnie nazwany Midtown Vehicular Tunnel, ale w końcu zdecydowano na nazwanie go imieniem Abrahama Lincolna, jak podobny tunel George Washington Bridge.